# Strandstenkrypare
Strandstenkrypare (Lithobius erythrocephalus) är en mångfotingart som beskrevs av Carl Ludwig Koch 1847. Strandstenkrypare ingår i släktet Lithobius och familjen stenkrypare. Arten är reproducerande i Sverige.

## Underarter
Arten delas in i följande underarter:
- L. e. cronebergii
- L. e. erythrocephalus